# 林海 (软件工程师)
林海，原上海的网络工程师、上海正方软件有限公司经理。

## 生平
1997年－1998年，他给美国网络刊物“大参考”提供了三万多个中国大陆的电子邮箱地址，协助他们接收不受政府控制的资讯。1998年3月25日被捕，4月30日以煽动颠覆国家政权罪起诉。1999年1月20被判处有期徒刑2年，剥夺政治权利1年，没收个人财产1万元。1999年9月在不得对媒体谈论此事的前提下被假释。目前移居美国。
2001年，获得紐約科學院颁发的“人權獎”。